# Eublemma rosea
Eublemma rosea is een vlinder uit de familie van de spinneruilen (Erebidae). De wetenschappelijke naam van deze soort is voor het eerst voorgesteld als Phalaena (Noctua) rosea door Jacob Hübner in een publicatie uit 1790.

## Verspreiding
De soort komt voor in Spanje, Italië, Oostenrijk, Hongarije, Oekraïne, Zuidelijk Europees Rusland, Roemenië, Servië, Albanië, Noord-Macedonië, Bulgarije, Griekenland, Iran en Kirgizië.

## Ondersoorten
- Eublemma rosea rosea (Hübner, 1790)
- Eublemma rosea sinuata (Schwingenschuss, 1938)